# Petenia splendida
Petenia splendida, tên thông dụng trong tiếng Anh là Bay snook, là loài cá nước ngọt nhiệt đới duy nhất của chi Petenia thuộc họ Cá hoàng đế. Loài này được mô tả lần đầu tiên vào năm 1862.
Cái tên Petenia của loài này được lấy từ tên của hồ Peten Itza ở Guatemala, một môi trường sống của nó.

## Phân bố và môi trường sống
P. splendida được tìm thấy tại các sông nhiệt đới thuộc các quốc gia México, Guatemala và Belize. Loài này ưa sống ở các sông hồ có dòng chảy chậm, nơi có đáy cát hoặc bùn nhão; môi trường nước có độ pH vào khoảng 7,0 - 7,5 và nhiệt độ từ 26 đến 30 °C.

## Mô tả
P. splendida trưởng thành dài khoảng 50 cm. Con đực có kích thước lớn hơn con mái một chút và có màu đỏ nổi bật hơn; trong khi đó, con mái có thân hình tròn hơn. Thân của P. splendida thay đổi từ màu hồng nhạt sang màu đỏ đậm và vàng cam. Các vây lớn và tròn. Điểm đặc biệt của loài này nằm ở cấu tạo của phần hàm. Hàm của P. splendida khá lớn, có thể kéo dài đến hơn 1/4 chiều dài của toàn bộ cơ thể, cho phép chúng có thể săn mồi là những loài cá lớn. Các loại cá có kích thước nhỏ hơn P. splendida đều là thức ăn chủ yếu của loài này.
P. splendida có thể được nuôi trong các bể cá cảnh. Một điều cần lưu ý là phải nuôi chúng với những loài có kích thước lớn hơn, tránh tình trạng các loài cá nhỏ phải "làm mồi" cho P. splendida.

## Tham khảo

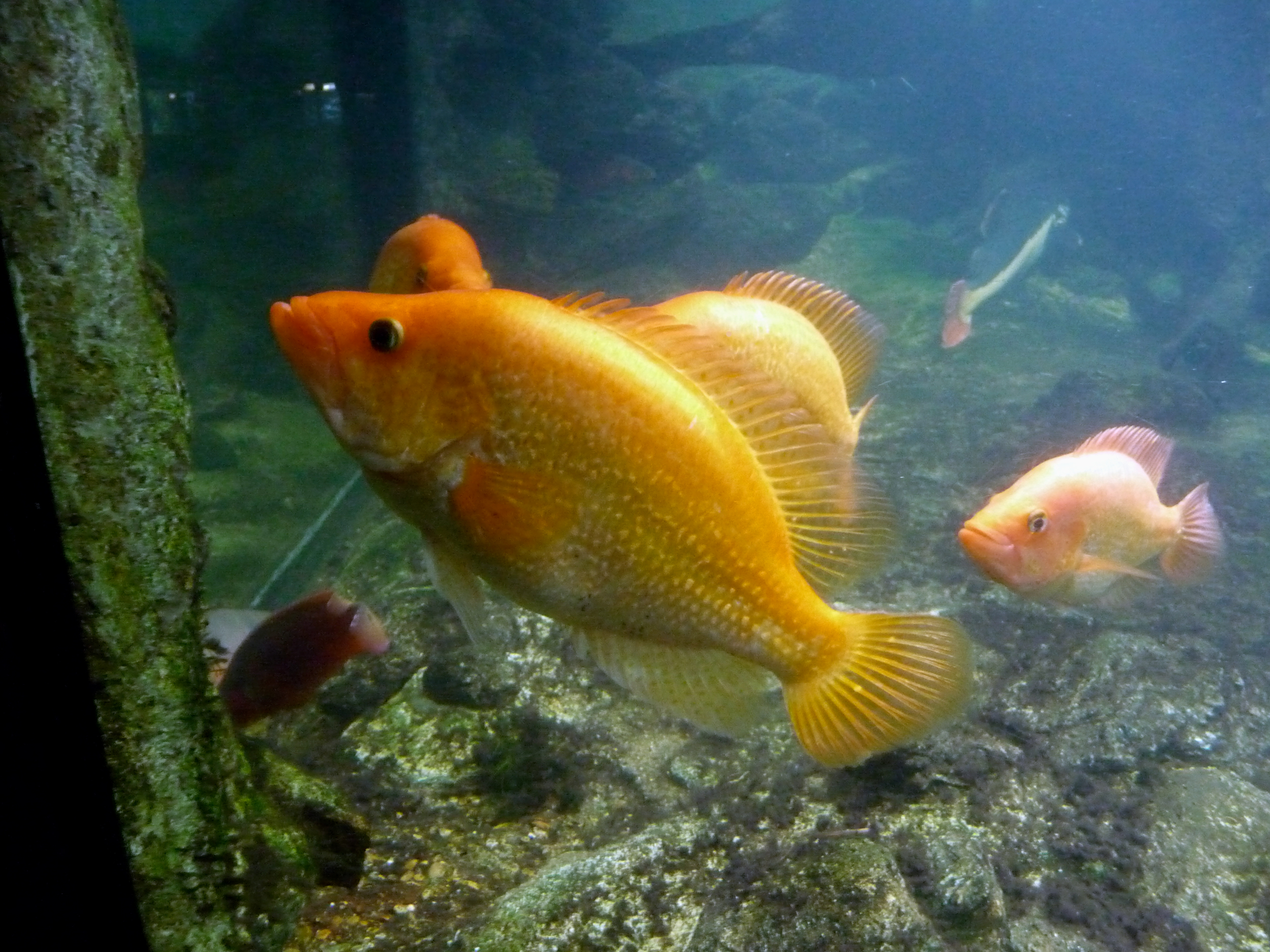
Petenia splendida